# Anôsy
L'Anôsy est l'une des vingt-trois régions de Madagascar. Elle est située dans la province de Tuléar, dans le sud-est de l'île.

## Géographie

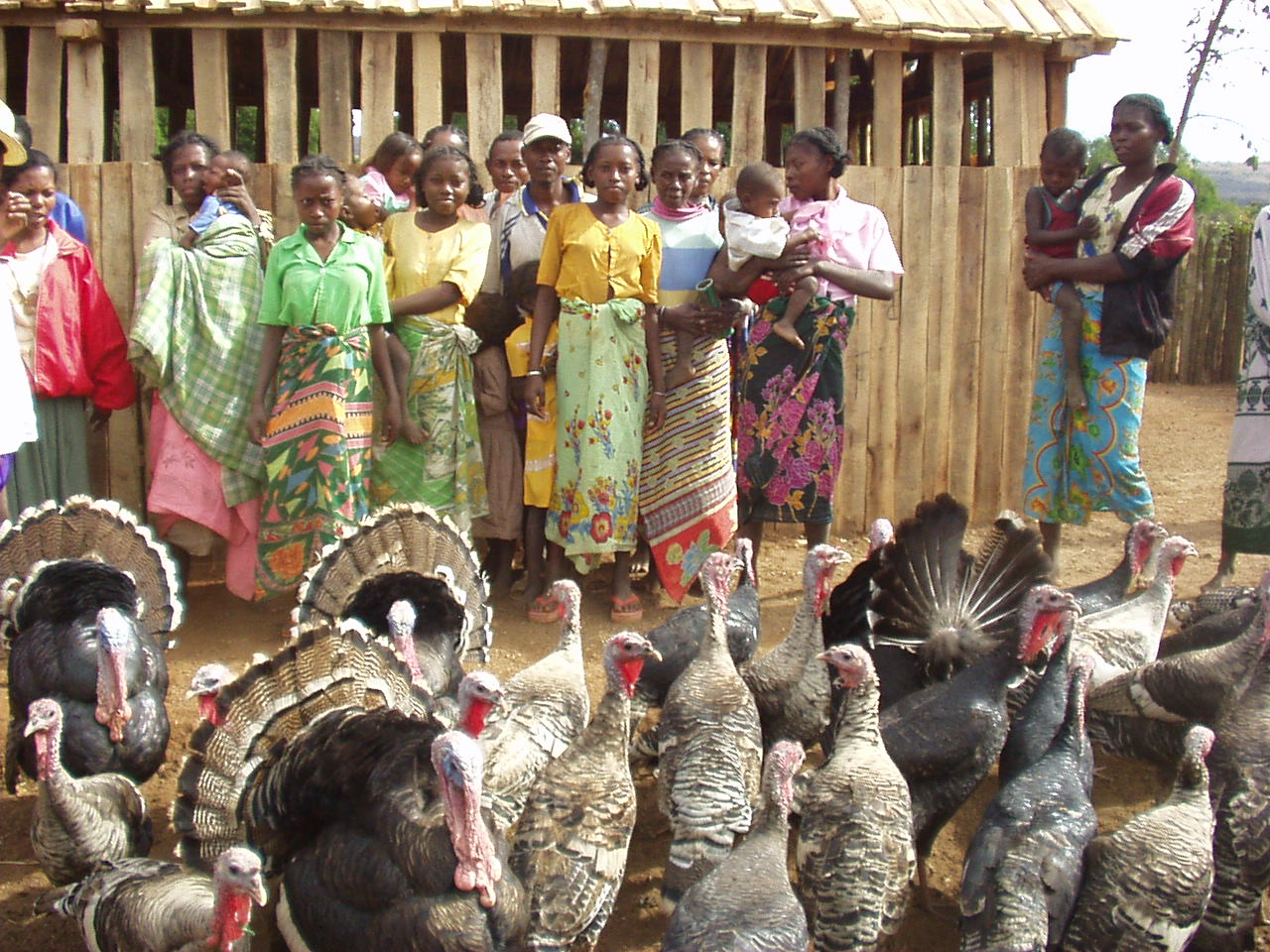
Élevage de dindons par un groupe féminin.

Sa capitale est Tôlagnaro (anciennement Fort-Dauphin).
La population de la région est estimée à environ 510 000 habitants, sur une superficie de 25 731km².

### Hydrographie
Les principaux fleuves et rivières de la région sont : Manampanihy, Fanjahira, Mandrare, Mangoky, Isoanala, Menarandra, Manambovo et l'Imaloto.

## Économie
L'agriculture d'auto-subsistance domine à Anôsy. La région a un PIB de 182 dollars par habitant.

## Administration
La région est divisée en trois districts :
- District de Amboasary-Sud
- District de Betroka
- District de Taolanaro

## Aires protégées
- Réserve de Berenty
- Réserve de Nahampoana
- Parc national d'Andohahela